# لیتل بیترروت لیک (مونتانا)
لیتل بیترروت لیک (به انگلیسی: Little Bitterroot Lake) یک منطقهٔ مسکونی در ایالات متحده آمریکا است که در شهرستان فلات‌هد واقع شده‌است. لیتل بیترروت لیک ۳۴٫۰۴ کیلومتر مربع مساحت و ۱۹۴ نفر جمعیت دارد و ۱٬۲۲۶ متر بالاتر از سطح دریا واقع شده‌است.